# پرینستون (کنتاکی)
پرینستون (به انگلیسی: Princeton) شهری در ایالت کنتاکی کشور ایالات متحده آمریکا است که جمعیت آن در سرشماری سال ۲۰۱۰ میلادی، ۶٬۳۲۹ نفر بوده‌است.